# Stowarzyszenie Pracowników, Współpracowników i Przyjaciół Rozgłośni Polskiej Radia Wolna Europa Imienia Jana Nowaka-Jeziorańskiego
Stowarzyszenie Pracowników, Współpracowników i Przyjaciół Rozgłośni Polskiej Radia Wolna Europa Imienia Jana Nowaka-Jeziorańskiego – stowarzyszenie zawiązane 21 czerwca 1994 r. w Poznaniu, podczas pożegnalnego spotkania pracowników Rozgłośni Polskiej Radia Wolna Europa ze słuchaczami, pod nazwą „Stowarzyszenie Pracowników Rozgłośni Polskiej Radia Wolna Europa”.

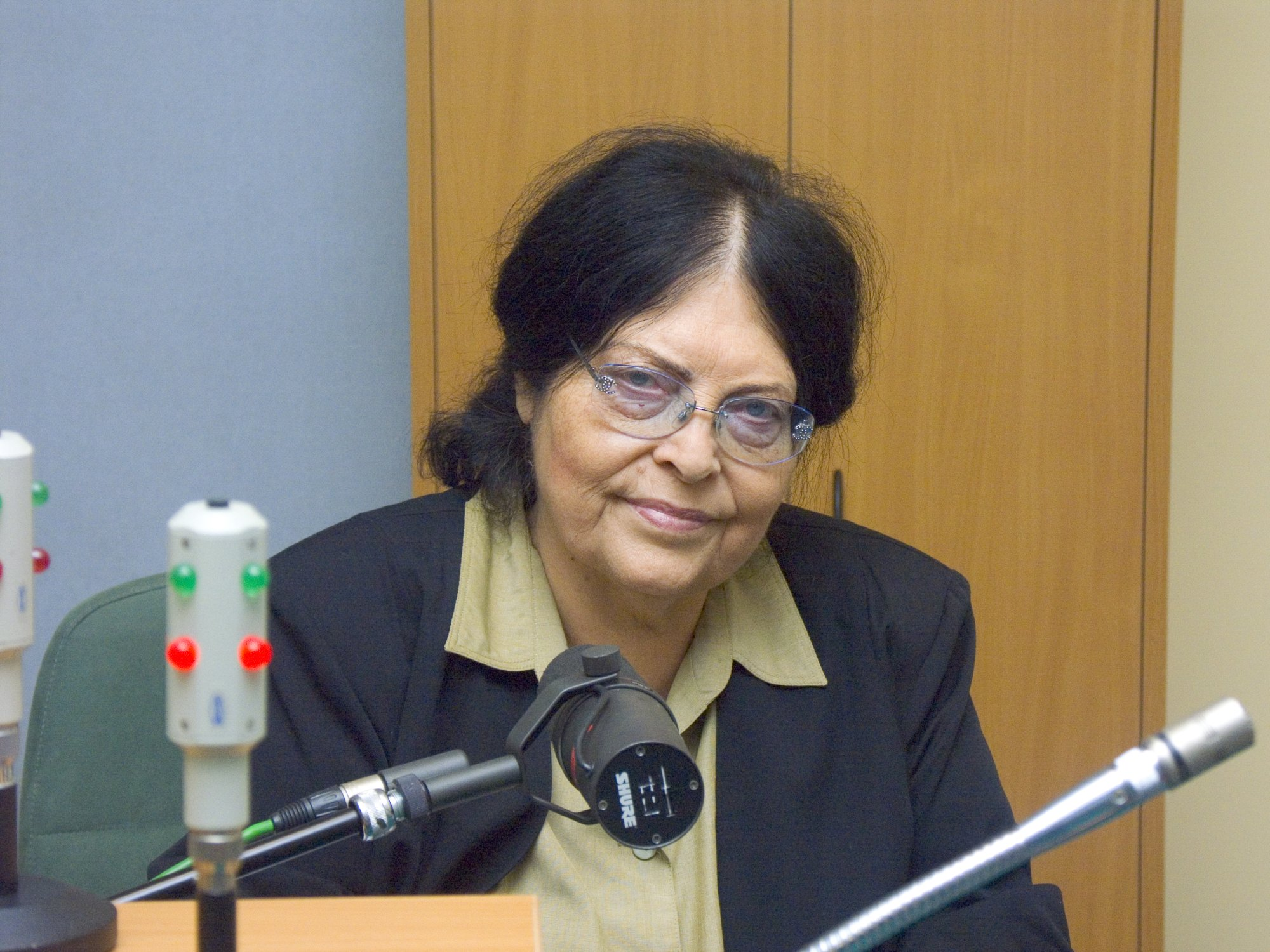
Alina Perth-Grabowska (1935-2006), inicjatorka Stowarzyszenia Pracowników Rozgłośni Polskiej RWE i jego Sekretarz Wykonawczy w latach 1995–2006

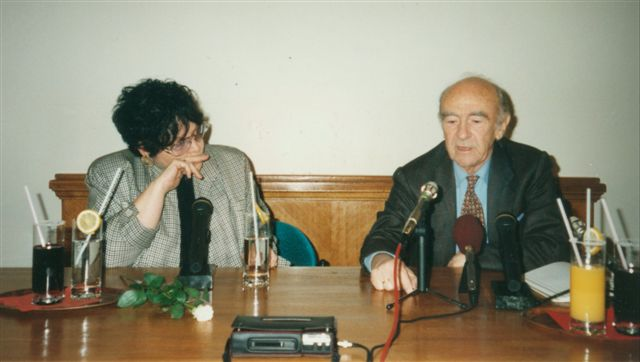
Jedno z pierwszych spotkań zorganizowanych przez Stowarzyszenie – Alina Perth-Grabowska z Karlem Dedeciusem – Warszawa, Pałac Kultury i Nauki, 1995 r.

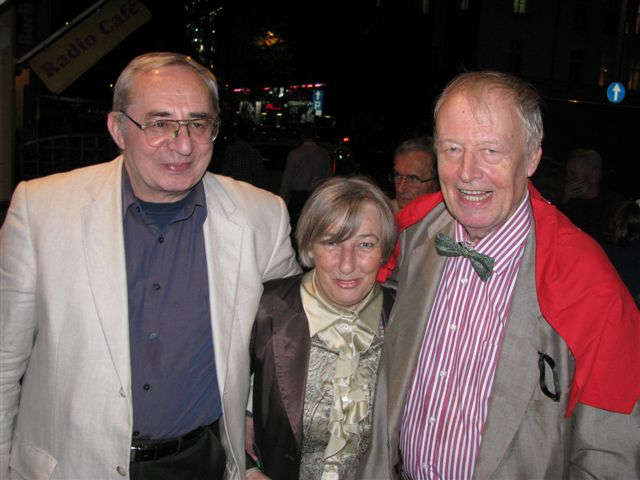
Maciej Morawski – francuski korespondent Rozgłośni Polskiej RWE z Teresą Torańską i jej małżonkiem w ówczesnej siedzibie Stowarzyszenia RWE – Warszawa, 21 września 2009 r.

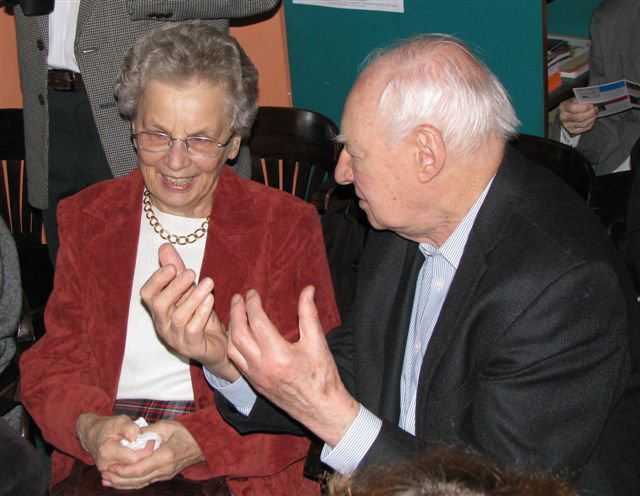
Anna Przedpełska-Trzeciakowska w rozmowie z Jackiem Bocheńskim, podczas jednego ze spotkań organizowanych przez Stowarzyszenie RWE w nieistniejącym już Klubie im. Aliny Perth-Grabowskiej – Warszawa, 14 kwietnia 2011

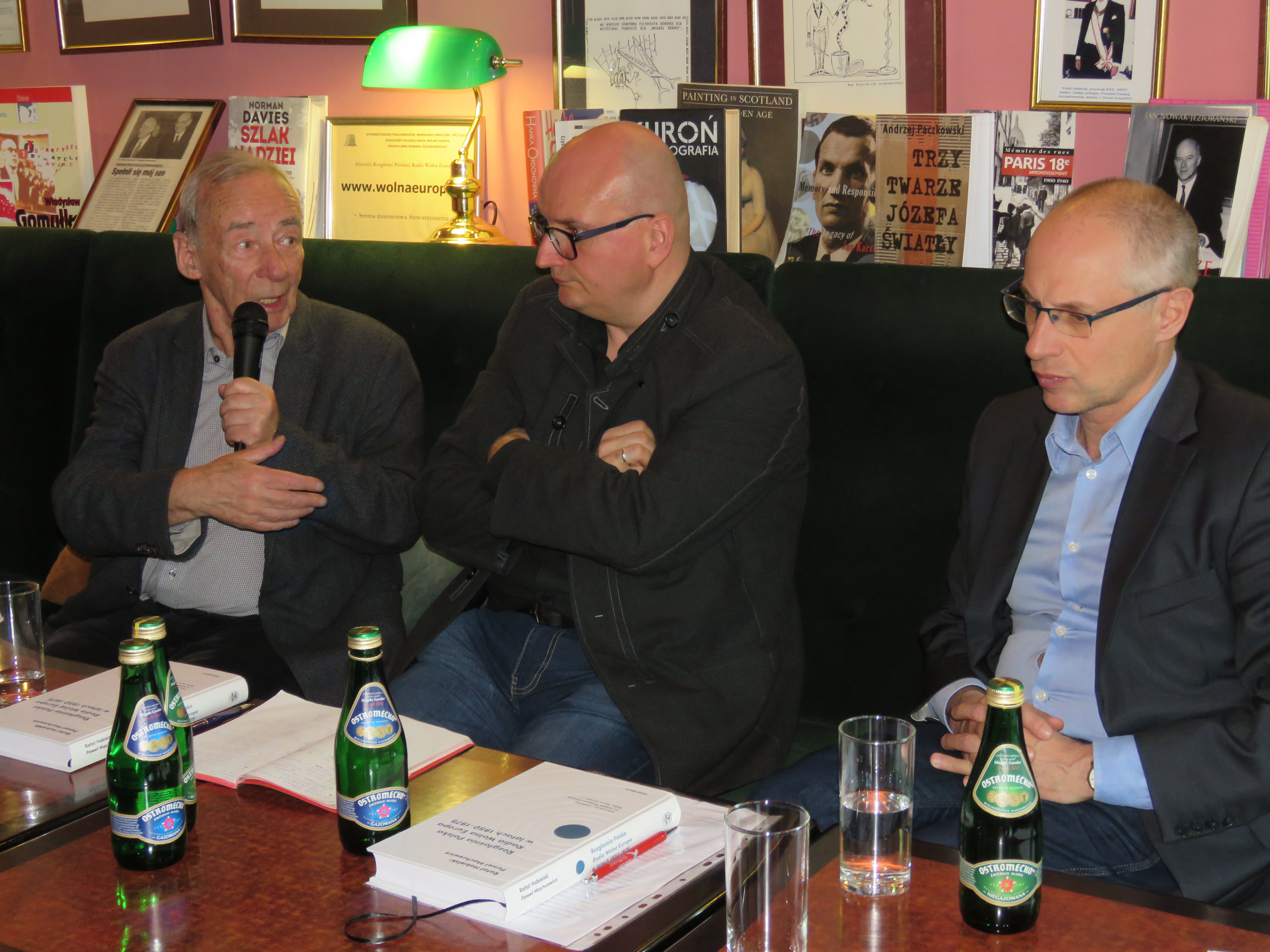
Profesorowie: Andrzej Paczkowski, Sławomir Łukasiewicz i Paweł Machcewicz podczas spotkania w Stowarzyszeniu RWE – Warszawa, 25 kwietnia 2019

## Historia i działalność Stowarzyszenia
Stowarzyszenie zainaugurowało oficjalnie swą działalność w czerwcu 1995 r. w Warszawie, organizując spotkanie poświęcone publikacji „Tu Rozgłośnia Polska Radia Wolna Europa” (wybór tekstów: Alina Perth-Grabowska, Bogdan Żurek; red. Andrzej Dusza, Krzysztof Dobrecki; Wydawca: „Przegląd Koniński” na zlecenie Stowarzyszenia Pracowników Rozgłośni Polskiej Radia Wolna Europa, 1995, ISBN 83-904212-0-8). Prezesem Honorowym Stowarzyszenia został Jan Nowak-Jeziorański, pierwszy dyrektor Rozgłośni Polskiej RWE w Monachium, a Sekretarzem Wykonawczym Alina Perth-Grabowska – publicystka, dziennikarka Rozgłośni Polskiej RWE i komentatorka wydarzeń polityczno-społecznych na falach radiowych i łamach czasopism w Polsce i za granicą.
3 maja 1997 r., w 45-lecie nadania z Monachium pierwszej audycji RWE w języku polskim – otwarto w Warszawie Klub RWE (w połączeniu z kawiarnią), pełniący przez wiele lat zarówno rolę miejsca spotkań, czy organizowania debat publicznych, jak też gromadzący bogate archiwum tekstowe i fotograficzne, dokumentujące historię Rozgłośni Polskiej RWE i jej pracowników. Na ścianach lokalu umieszczono fotografie i pamiątki z historii RWE, w tym m.in. miniaturę orła, która wisiała przez kilkadziesiąt lat na ścianie pokoju konferencyjnego RWE w Monachium oraz gong, który służył od początku istnienia Rozgłośni Polskiej do zapowiadania dzienników radiowych. Były tam ponadto „antyradiowe” karykatury publikowane w Polsce w okresie PRL. 
Po zakończeniu działalności w lokalu kawiarni Stowarzyszenie pozostawiło swoje archiwalia do dyspozycji działającej tam nadal prywatnej firmy cateringowej prowadzącej restaurację – w celach historyczno-pamiątkowych.
W ciągu dwudziestu lat Stowarzyszenie zorganizowało ponad sto pięćdziesiąt debat dotyczących najważniejszych zagadnień transformacji ustrojowej dokonującej się w Polsce i Europie Środkowo-Wschodniej. Gośćmi debat i paneli byli m.in. Leszek Balcerowicz, Władysław Bartoszewski, Jacek Bocheński, Włodzimierz Borodziej, Jerzy Buzek, Mirosław Chojecki, Karl Dedecius, Maciej Drygas, Jerzy Eisler, Andrzej Friszke, Bronisław Geremek, Robert Gliński, Józefa Hennelowa, Jerzy Jedlicki, Jacek Kaczmarski, Ryszard Kaczorowski, Leon Kieres, Witold Kieżun, Jerzy Koźmiński, Marcin Król, Waldemar Kuczyński, Witold Kulesza, Zbigniew Lewicki, Olgierd Łukaszewicz, Paweł Machcewicz, Janusz Maciejewski, Włada Majewska, Tadeusz Mazowiecki, Arnold Mostowicz, ks. Stanisław Musiał, Daria Nałęcz, Jan Nowak-Jeziorański, Andrzej Paczkowski, Julia Pitera, Jerzy Pomianowski, Jan Maria Rokita, Andrzej Rzepliński, Radosław Sikorski, Tomasz Szarota, Bohdan Tomaszewski, Teresa Torańska, Jan Tyszkiewicz, Leopold Unger, Andrzej Wajda, Piotr Wojciechowski, Krystyna Zachwatowicz. Spotkania te były transmitowane w Programie I Polskiego Radia, na falach którego ukazywał się cykl „Z archiwów RWE”. Powstała także pierwsza polska strona internetowa o Rozgłośni Polskiej RWE (wolnaeuropa.pl), będąca łącznikiem pomiędzy rozproszonymi po świecie byłymi pracownikami RWE, a jednocześnie źródłem informacji o Rozgłośni.
Po śmierci Jana Nowaka-Jeziorańskiego (styczeń 2005 r.) i Aliny Perth-Grabowskiej (czerwiec 2006 r.) Stowarzyszenie przez trzy lata nie prowadziło działalności. W 2009 r. wznowiło swą aktywność, zmieniając nazwę na „Stowarzyszenie Pracowników, Współpracowników i Przyjaciół Rozgłośni Polskiej Radia Wolna Europa Imienia Jana Nowaka-Jeziorańskiego”.
Stowarzyszenie stawia sobie za cel ochronę i zachowanie w działalności publiczno-społecznej tego, co zawsze stanowiło ideał Radia Wolna Europa i dyrektora Rozgłośni Polskiej Jana Nowaka-Jeziorańskiego – kultywowanie tradycji związanych z Rozgłośnią RWE i jej 42-letnią działalnością, propagowanie w Polsce tradycji dziennikarstwa wolnego, niepodległego i demokratycznego, a także działanie na rzecz przestrzegania zasad kodeksu etyki dziennikarskiej. Popularyzuje rolę i znaczenie niezależnych mass-mediów w budowie demokratycznego państwa. Organizuje wykłady i debaty publiczne. Prowadzi serwisy poświęcone najnowszej historii i polityce w mediach społecznościowych. Pragnie też współpracować merytorycznie z ośrodkami naukowymi i kulturalnymi w zakresie kultywowania pamięci o osobie i dokonaniach Jana Nowaka-Jeziorańskiego.

## Władze Stowarzyszenia
- Prezes Honorowy – Jan Nowak-Jeziorański (w latach 1995–2005), Władysław Bartoszewski (w latach 2009–2015), Maciej Morawski (w latach 2015–2021).
- Prezes Zarządu (Dyrektor Stowarzyszenia) – Alina Perth-Grabowska (w latach 1995–2006), Mariusz Kubik (od 2009).
- Przewodniczący Rady Programowej – Stefan Bratkowski (do 2021).

## Członkowie Stowarzyszenia
Od 1995 r. członkami Stowarzyszenia byli i są m.in.: Jarosław Abramow-Newerly, Paweł Adamowicz, Marcin Barcz, Władysław Bartoszewski, Witold Bereś, Jacek Bocheński, George Bożekowski, Stefan Bratkowski, Krzysztof Burnetko, Andrzej Chomiński-Martin, Danuta Pacyńska-Drzewińska, ks. Marian Falenczyk SAC, Halina Flis-Kuczyńska, Andrzej Friszke, ks. Jerzy Galiński CSsR, Rafał Habielski, Jacek Kaczmarski, Basil Kerski, Barbara Klimkiewicz-Kobylińska, Anatol Kobyliński, Andrzej Stanisław Kowalczyk, Janusz Krasny-Krasiński, Waldemar Kuczyński, Zdzisław Kudelski, Jarosław Kurski, Santos Liszko, Józef Lebenbaum, Jan Filip Libicki, Marcin Libicki, Piotr Libicki, Włada Majewska, Aleksander Menhard, Władysław Minkiewicz, Maciej Dzierżykraj-Morawski, Daria Nałęcz, Tomasz Nałęcz, Tadeusz Nowakowski, Jan Ordyński, Alina Perth-Grabowska, Leszek Perth, Józef Ptaczek, Mirosława Pyzioł, Andrzej Romanowski, Paula Sawicka, Mirosław Sawicki, Wojciech Sikora, Leszek Szaruga, Włodzimierz Sznarbachowski, Marcin Święcicki, Jacek Taylor, Władysław Terlecki, Bohdan Tomaszewski, Marek Tomaszewski, Jan Tyszkiewicz, Aleksander J. Wieczorkowski, Bogdan Żurek.